# The Place Beyond the Pines
The Place Beyond the Pines es una película dirigida por Derek Cianfrance, escrita por Cianfrance, Ben Coccio, y Darius Marder. La película reúne a Cianfance y Ryan Gosling, con quien trabajó en Blue Valentine. También es protagonizada por Bradley Cooper y Eva Mendes.

## Argumento
Lucas y Romina
Luke Glanton (Ryan Gosling) es un especialista de motocicletas famoso a nivel local que trabaja en un acto itinerante para ferias estatales. Durante la feria en Altamont, Nueva York, Glanton recibe la visita de su examante, Romina (Eva Mendes), y se entera de que él es el padre de su hijo. Glanton deja su trabajo como especialista para quedarse en la ciudad y cuidar a su hijo, pero Romina no lo quiere en la vida del niño, ya que se ha involucrado en una relación con Kofi (Mahershala Ali).
Glanton se dirige a Robin (Ben Mendelsohn), propietario de un taller de reparación de automóviles, para obtener un empleo a tiempo parcial mientras intenta continuamente insertarse en la vida de su hijo. Al ganar solo el salario mínimo, Glanton le pide a Robin más dinero para cuidar a su hijo. Robin revela que una vez fue ladrón de bancos, y se ofrece a asociarse con Glanton para atacar a varios bancos en el área. El dúo realiza varios robos exitosos, en los cuales Glanton realiza el robo, luego usa su motocicleta como un vehículo de escape y lo conduce a un camión sin marcas conducido por Robin. Glanton usa el nuevo dinero para recuperar la confianza de Romina y visita a ella y a su hijo con más frecuencia. Kofi se opone a su presencia y los dos tienen un altercado en la casa de Kofi, lo que resulta en el arresto de Glanton por asalto después de que golpea a Kofi en la cabeza con un par de pinzas.
Después de que Robin lo haya sacado de la cárcel, Glanton inmediatamente quiere reanudar sus robos a bancos. Robin se opone, no quiere presionar su suerte, y los dos tienen una pelea que hace que Robin desmantele la motocicleta y que Glanton recupere el dinero de la fianza que le debía a Robin a punta de pistola. Glanton intenta robar un banco solo y es perseguido por la policía. Se cae de su motocicleta durante la persecución y busca refugio en la casa de un residente, donde es perseguido por el oficial Avery Cross (Bradley Cooper). Glanton, sintiendo la derrota, se acurruca y llama a Romina. Justo antes de que Cross lo confronte, Glanton le pide a Romina que no le cuente a su hijo quién era él. Cross entra en la habitación y dispara el primer disparo; Glanton se cae por la ventana del segundo piso después de disparar a Cross en la pierna. Cross mira por la ventana para encontrar a Glanton muerto en el pavimento.
Avery
Cross, que es un oficial de bajo rango, gana estatus de héroe después de su derrota del notorio Glanton. Cross siente remordimiento por haberle disparado a Glanton, especialmente al descubrir que Glanton tuvo un hijo, ya que Cross tiene un bebé propio. Los compañeros oficiales de Cross, Scotty (Gabe Fazio) y Deluca (Ray Liotta) son corruptos e ilegalmente se apoderan del dinero robado de la casa de Romina y le dan la "parte del león" a Cross. Cross finalmente le explica la situación a su comandante en jefe, quien desestima los cargos, sin querer acusar a su propio departamento. Aún buscando justicia, Cross logra registrar a un compañero oficial que le pide que retire ilegalmente la cocaína del casillero de pruebas que Cross supervisa para usar en un caso separado. Cross utiliza la grabación para obtener un puesto como asistente del fiscal de distrito.
Jason y AJ
Quince años más tarde, Cross se está postulando para un cargo público y tiene que lidiar con su hijo adolescente AJ (Emory Cohen), que se ha metido en problemas con las drogas. Cross se ha separado de su esposa (Rose Byrne) y acepta llevar a AJ a su casa, transfiriéndolo a la escuela secundaria local. Allí AJ se hace amigo de un chico llamado Jason (Dane DeHaan); Ni AJ ni Jason saben que él es el hijo de Luke Glanton. Los dos son arrestados por posesión de drogas por delitos graves y, cuando se llama a Cross para recoger a su hijo, reconoce el nombre de Jason. Él usa su influencia para hacer que la carga de Jason caiga en un delito menor y ordena a AJ que se mantenga alejado de Jason (aunque los chicos continúan hablando).
Jason busca la verdad sobre su padre biológico. Romina se niega a discutir con él. Su padrastro, Kofi, finalmente le dice su nombre. Busca en Google el nombre de su padre y descubre el pasado de Glanton. Visita el taller de automóviles de Robin, y Robin le cuenta a Jason más sobre Luke, incluidas sus habilidades superiores en motociclismo. Jason finalmente se da cuenta de que el padre de AJ es el hombre que mató a su padre. Después de una pelea con AJ, que deja a Jason hospitalizado, Jason irrumpe en la casa de Cross y golpea a AJ a punta de pistola. Cuando llega Cross, Jason lo retiene como rehén y le ordena que conduzca hacia el bosque. Aunque Jason tenía la intención de matar a Cross, reconsidera después de que Cross se disculpe con lágrimas por matar al padre de Jason. Jason toma la billetera y el traje de Cross y deja a Cross ileso. En la billetera, Jason encuentra una foto de sí mismo cuando era un bebé con sus padres, que Cross había robado del casillero de pruebas.
Cross gana su candidatura para el fiscal general de Nueva York, su hijo AJ a su lado. Jason huye de su casa y compra una motocicleta, con la intención de dirigirse hacia el oeste para hacer su propia vida como un viajero, como su padre.

## Elenco
- Ryan Gosling como Luke Glanton.[4]
- Bradley Cooper como Avery Cross.[5]
- Eva Mendes como Romina Gutiérrez.[6]
- Rose Byrne como Jennifer Cross.[7]
- Ray Liotta como Peter Deluca.[8]
- Dane DeHaan como Jason Glanton.[9]
- Emory Cohen como A. J. Cross.
- Mahershala Ali como Kofi Kancam.
- Ben Mendelsohn como Robin Van Der Zee.